# جوني أكينو
جوني أكينو (بالإسبانية: Johnny Aquino)‏ (22 ديسمبر 1978 - ) هو لاعب كرة قدم أوروغواني في مركز الوسط. لعب مع نادي أتليتيكو ألدوسيفي.

## وصلات خارجية
- جوني أكينو على موقع قاعدة بيانات كرة القدم.إي يو (الإنجليزية)
- جوني أكينو على موقع Soccerway.com (الإنجليزية)